# (175566) Papplaci
(175566) Papplaci est un astéroïde de la ceinture principale.

## Description
(175566) Papplaci est un astéroïde de la ceinture principale. Il fut découvert le 1er octobre 2006 à Piszkesteto par Krisztián Sárneczky et Balázs Csák. Il présente une orbite caractérisée par un demi-grand axe de 2,89 UA, une excentricité de 0,04 et une inclinaison de 6,7° par rapport à l'écliptique.

## Compléments